# ブック・ランキング
ブック・ランキングは、出版社・書評家・読者・書店（書店員）などによって行われる文芸作品や漫画のランキング。

## ランキングの一覧
50音順に列挙する。

### 文芸作品
- 今読みたい新潮文庫 （新潮社）
- SFが読みたい! （早川書房）
- この文庫書き下ろし時代小説がすごい! （宝島社、2009年 - ）
- この文庫がすごい! （宝島社）
- このミステリーがすごい! （宝島社、1988年 - ）
- このライトノベルがすごい! （宝島社、2004年 - ）
- この恋愛小説がすごい! （宝島社）
- 週刊文春ミステリーベスト10 （週刊文春〔文藝春秋〕、1977年 - ）
- 文庫翻訳ミステリー・ベスト10 （講談社）
- 本格ミステリベスト10 （原書房、1997年 - ）
- 本格ミステリー・ワールド （南雲堂、島田荘司監修）
- 『本の雑誌』のベスト10 （本の雑誌社）
- ミステリが読みたい! （早川書房、2008年 - ）
- MRC大賞 （講談社、2022年 - ）

### 漫画作品
- このマンガがすごい! （宝島社、2005年 - ）